# Liste der Biografien/Palf
Liste der Biografien |
Portal Biografien |
Personensuche
# |
A |
B |
C |
D |
E |
F |
G |
H |
I |
J |
K |
L |
M |
N |
O |
P |
Q |
R |
S |
T |
U |
V |
W |
X |
Y |
Z |
?
 
Pa |
Pc |
Pe |
Pf |
Ph |
Pi |
Pj |
Pk |
Pl |
Pm |
Pn |
Po |
Pr |
Ps |
Pt |
Pu |
Pv |
Pw |
Py
 
Paa |
Pab |
Pac |
Pad |
Pae |
Paf |
Pag |
Pah |
Pai |
Paj |
Pak |
Pal |
Pam |
Pan |
Pao |
Pap |
Paq |
Par |
Pas |
Pat |
Pau |
Pav |
Paw |
Pax |
Pay |
Paz
 
Pala |
Palb |
Palc |
Pald |
Pale |
Palf |
Palg |
Palh |
Pali |
Palj |
Palk |
Pall |
Palm |
Paln |
Palo |
Palp |
Pals |
Palt |
Palu |
Palv |
Paly |
Palz
Die Liste der Biografien führt alle Personen auf, die in der deutschsprachigen Wikipedia einen Artikel haben. Dieses ist eine Teilliste mit 37 Einträgen von Personen, deren Namen mit den Buchstaben „Palf“ beginnt.

## Palf

### Palff
- Pálffi, Márton (1873–1936), ungarisch-siebenbürgischer Übersetzer, Hochschullehrer und Schriftsteller
- Pálffy von Erdőd, Franz (1688–1735), k.k. General-Feldwachtmeister und Inhaber des Infanterie-Regiments Nr. 51
- Pálffy von Erdőd, Leopold Stephan (1716–1773), kaiserlicher Feldmarschall und zuletzt kommandierender General in Ungarn
- Pálffy von Erdőd, Nikolaus (1552–1600), kaiserlicher Generalfeldmarschall und Schlosshauptmann von Preßburg
- Pálffy von Erdőd, Nikolaus (1710–1773), ungarischer Hofkanzler und Oberster Landrichter sowie Träger des Goldenen Vließes
- Pálffy von Erdőd, Paul Carl (1697–1774), kaiserlicher Generalfeldmarschall, kommandierender General von Ungarn und Siebenbürgen
- Pálffy von Erdőd, Stephan (1585–1646), kaiserlicher General und kaiserlicher Kämmerer
- Pálffy, Ferdinand (1774–1840), österreichischer Bergbau-Ingenieur, Beamter und Theaterunternehmer
- Pálffy, Géza (* 1971), ungarischer Historiker
- Pálffy, Johann (1664–1751), kaiserlicher Feldmarschall, kroatischer Ban und ungarischer Palatin
- Pálffy, Johann (1829–1908), ungarischer Adliger, Kunstmäzen und Philanthrop
- Pálffy, Johann Karl von (1645–1694), kaiserlich österreichischer Feldmarschall
- Pálffy, Karl Hieronymus von (1735–1816), wirklicher Hofkanzler der vereinigten Hofkanzlei von Ungarn und Siebenbürgen, 1. Fürst von Palffy
- Pálffy, Nikolaus (1657–1732), Generalfeldmarschall und ungarischer Palatin
- Pálffy, Paul († 1653), ungarischer Palatin
- Pálffy, Peter (1899–1987), österreichischer Künstler
- Pálffy, Žigmund (* 1972), slowakischer Eishockeyspieler
- Pálffy-Buß, Adriana, rumänische theoretische Physikerin

### Palfi
- Pálfi, György (* 1974), ungarischer Filmregisseur
- Palfi, Marion (1907–1978), deutsch-amerikanische Fotografin und Schauspielerin
- Palfi, Theresa (* 1987), deutsch-österreichische Theaterschauspielerin
- Palfi, Victor (1877–1921), ungarischer Schauspieler und Theaterunternehmer
- Palfi-Andor, Lotte (1903–1991), deutschamerikanische Schauspielerin und Autorin
- Palfijn, Jan (1650–1730), flämischer Chirurg und Geburtshelfer
- Palfinger, Gerhard (1938–2000), österreichischer Geodät, Hochschullehrer und Zivilingenieur
- Palfinger, Hubert (1942–2020), österreichischer Ingenieur und Unternehmer

### Palfr
- Palfrader, Beate (* 1958), österreichische Politikerin (ÖVP)
- Palfrader, Robert (* 1968), österreichischer Komödiant und SchauspielerRobert Palfrader (* 1968)

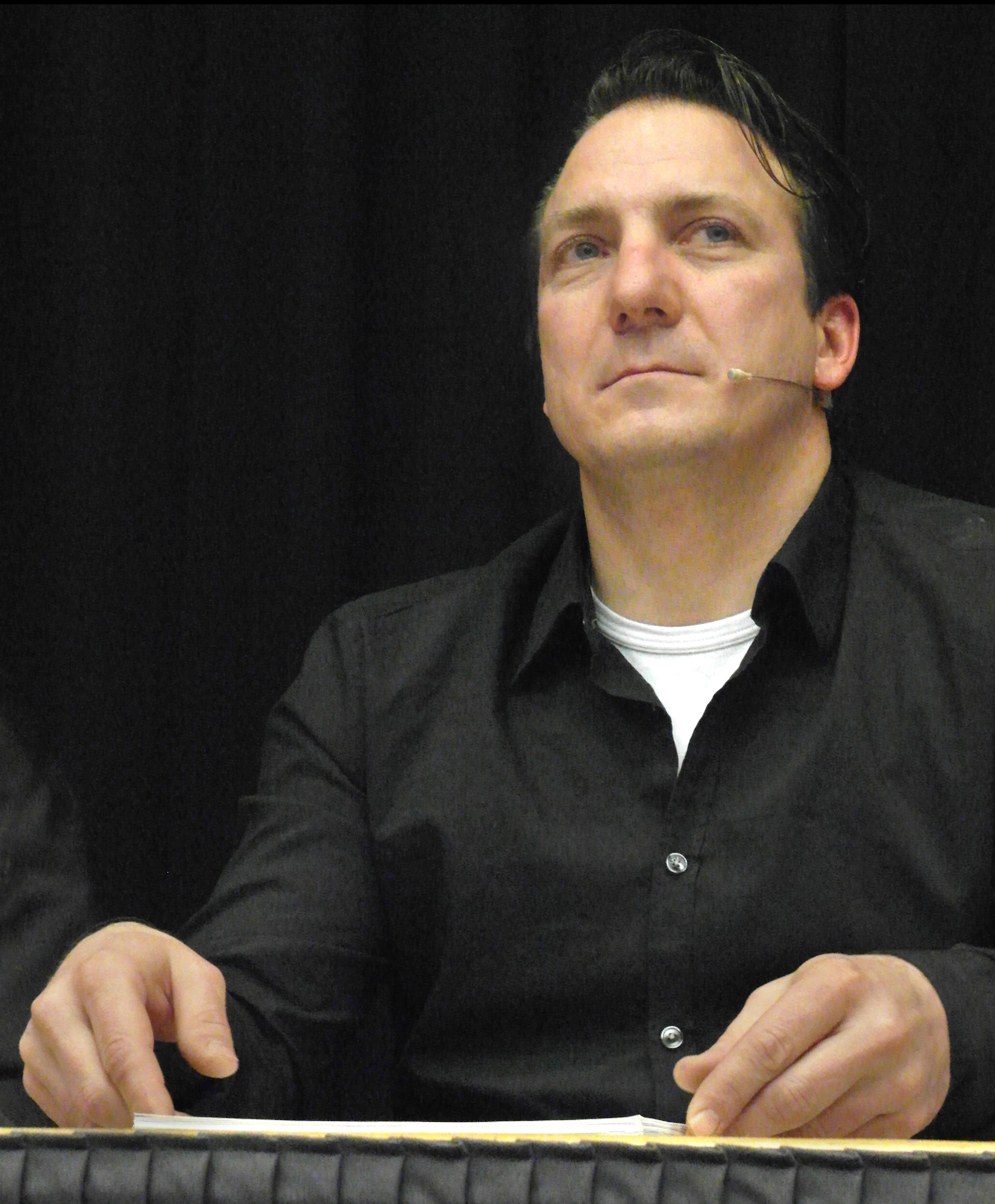
Robert Palfrader (* 1968)

- Palframan, Justine (* 1993), südafrikanische Leichtathletin
- Palfrey Cooke, Sarah (1912–1996), US-amerikanische Tennisspielerin
- Palfrey, Deborah Jeane (1956–2008), US-amerikanische Betreiberin einer Begleitagentur in den USA
- Palfrey, John G. (1796–1881), US-amerikanischer Politiker
- Palfrey, Lisa (* 1967), walisische Schauspielerin
- Palfrey, Sean (* 1968), walisischer Dartspieler

### Palfy
- Pálfy, Márton (* 1988), ungarischer Biathlet und Radsportler
- Pálfy, Máté (* 1988), ungarischer Biathlet und Radsportler
- Pálfyová, Matylda (1912–1944), slowakische Turnerin